# 亚洲射击联合会
亚洲射击联合会（Asian Shooting Confederation）于1966年成立，1967年改为现名，是由亚洲的国际射击运动联合会成员协会组成的联合会。共由47个成员协会组成。

## 亚射联主办的赛事
- 亚洲射击锦标赛
- 亚洲运动会射击比赛